# Tehek Lake
Tehek Lake är en sjö i Kanada.   Den ligger i territoriet Nunavut, i den nordöstra delen av landet, 2 500 km nordväst om huvudstaden Ottawa. Tehek Lake ligger 156 meter över havet.
Trakten runt Tehek Lake är nära nog obefolkad, med mindre än två invånare per kvadratkilometer.